# جورج ويليام سميث
جورج ويليام سميث (بالإنجليزية: George William Smith)‏ هو فارس نيوزيلندي، ولد في 20 سبتمبر 1874 في أوكلاند في نيوزيلندا، وتوفي في 7 ديسمبر 1954 في أولدهام في المملكة المتحدة.

## وصلات خارجية
- جورج ويليام سميث عل موقع إسبنسكروم (الإنجليزية)
- جورج ويليام سميث على موقع قاعة نيوزيلندا للمشاهير الرياضية (الإنجليزية)